# Saint-Racho
Saint-Racho é uma comuna francesa na região administrativa de Borgonha-Franco-Condado, no departamento Saône-et-Loire. Estende-se por uma área de 10,45 km². Em 2010 a comuna tinha 162 habitantes (densidade: 15,5 hab./km²).